# معركة السهول الكبرى
 معركة السهول الكبرى  (بالإنجليزية: Battle of the Great Plains) (المعروفة أيضا باسم  معركة بغرادس  (بالإنجليزية: Battle of Bagrades)) هي معركة دارت رحاها في عام 203 ق.مبين الرومان بقيادة سكيبيو الإفريقي وجيش من القرطاجيين وحلفائهم النوميديين خلال الحرب البونيقية الثانية، والتي كان الهدف منها استدراج حنبعل ليغادر إيطاليا والعودة إلى إفريقية. بهزيمة القرطاجيين، نجح سكيبيو الإفريقي في إجبار حنبعل على مغادرة إيطاليا والعودة إلى إفريقية، حيث هُزم في وقت لاحق في معركة زاما.

## الأوضاع قبل المعركة
نجح صدربعل جيسكو وصيفاقس في الفرار بعد الهزيمة في معركة يوتيكا، وفرّ معهما عدداً قليلاً من الجنود الذين فروا من المذبحة التي حدثت في المعسكر القرطاجي بعد المعركة. مع وصول 4,000 جندي من المرتزقة الأيبيريين، قرر القرطاجيون إيقاف جيش سكيبيو الإفريقي عن التقدم عبر إفريقية. جمع جنوداً جدد في قرطاجنة وفي نوميديا، وأصبح لدى صدربعل جيسكو وصيفاقس 30,000 جندي. وفي عام 203 ق.م، غادر سكيبيو معسكره في يوتيكا لمواجهة صدربعل جيسكو وصيفاقس في مكان يدعى السهول الكبرى.

## المعركة
واجه الجيش الروماني بقيادة سكيبيو الإفريقي وجيشاً من القرطاجيين والنوميديين، مدعماً بالمرتزقة الأيبيريين، تحت قيادة صدربعل جيسكو وصيفاقس. وضع صدربعل المرتزقة الأيبيريين في القلب، وفي الجناحين المشاة والفرسان القرطاجيين، بينما تشكل الجيش الروماني من ثلاثة صفوف، الأول من حاملي الرماح والثاني من المشاة الخفيفة والثالث من المشاة الثقيلة.
ضغط الفرسان الرومان على المشاة والفرسان القرطاجيين في الجناحين حتى أبعدوهم عن ميدان المعركة، ليبقى المشاة الأيبيريين فقط في الميدان. قاتل المشاة الأيبيريون بضراوة، غير أن عددهم كان مساوياً للصف الأول من حاملي الرماح الرومان. أمر سكيبيو مشلته الخفيفة والثقيلة بمهاجمة الأيبيريين من الجانبين. وبهذه الطريقة، وقع المرتزقة الأيبيريون في الفخ. لم يتمكن سوى عدداً قليلاً من الأيبيريين من الفرار من القتل.
فر صيفاقس عائداً إلى مملكته في نوميديا، لكن ماسينيسا وجايوس لايلوس لاحقوه، وهزموه في معركة سيرتا، والتي وقع فيها أسيراً، وبذلك أصبح ماسينيسا ملكاً على نوميديا، تلك الأرض التي كان قد نُفي منها من قبل.

## النتائج
بعد المعركة، لم يبق أمام القرطاجيين سوى المطالبة بالسلام مع روما. عرض سكيبيو شروطاً بسيطة على القرطاجيين في معاهدة السلام، ولكن في الوقت الذي كان فيه القرطاجيين ينظرون في شروط المعاهدة، قرروا فجأة الإرسال في طلب حنبعل وجنوده المخضرمين من إيطاليا. كانت النتيجة هي معركة زاما، التي أنهت الحرب البونيقية الثانية وأكملت أسطورة سكيبيو الإفريقي الذي كان قد أصبح واحدا من أعظم القادة الرومان.